# Stephan Busemann

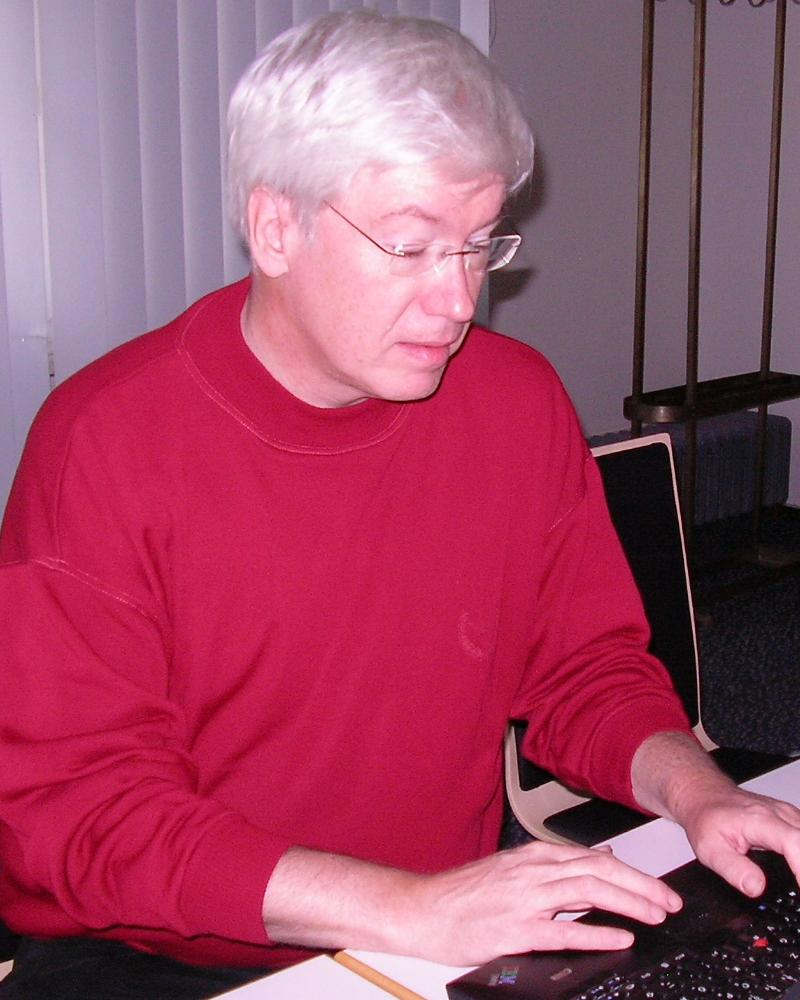
Stephan Busemann (2010)

Stephan Busemann (* 8. Februar 1957) ist ein deutscher Informatiker, Großmeister im Fernschach und war vom 1. Januar 2017 bis 6. Januar 2019 Präsident des Deutschen Fernschachbundes e. V. (BdF).

## Leben
Stephan Busemann studierte Informatik an der Technischen Universität Darmstadt und der Universität Hamburg. Im Jahr 1990 promovierte er mit dem Dissertationsthema Generierung natürlicher Sprache mit generalisierten Phrasenstruktur-Grammatiken.
Busemann ist verheiratet und lebt seit 1990 in Saarbrücken, wo er bis zum Eintritt seines Ruhestandes am Deutschen Forschungszentrum für Künstliche Intelligenz arbeitete. 2012 wurde er zum Honorarprofessor für Computerlinguistik an der Universität des Saarlandes ernannt.

## Schach und Fernschach

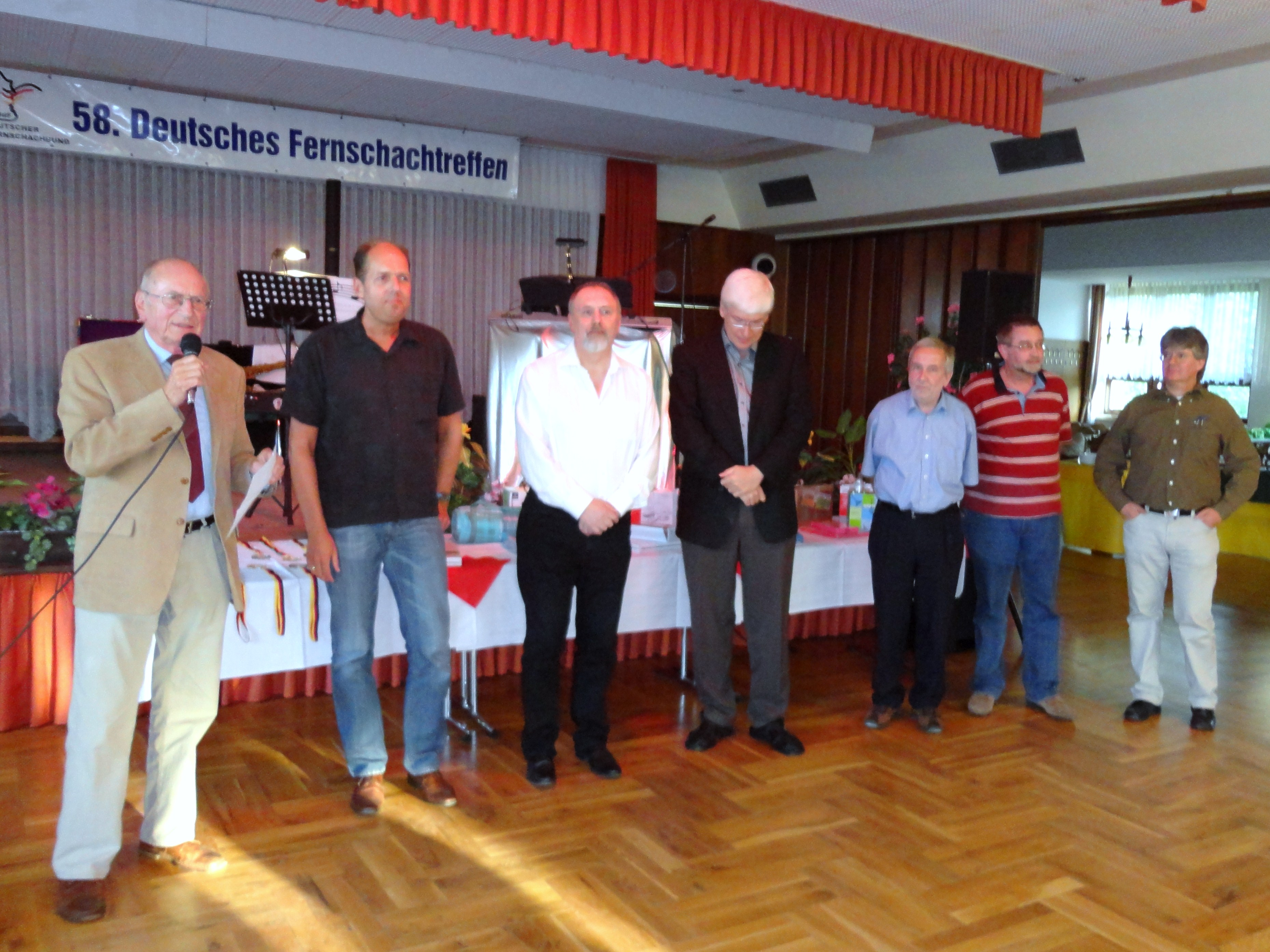
Ehrung der Olympiasieger, 2012 in Tambach-Dietharz (Busemann 4. von links).

Busemann war Mitglied des SK Johanneum Eppendorf, für den er unter anderem in der Saison 1984/85 zwei Wettkämpfe in der 2. Bundesliga bestritt. In der Saison 1986/87 war er für den SC Kreuzberg als Ersatzspieler in der 1. Bundesliga gemeldet, kam jedoch nicht zum Einsatz.
Er spielt seit seinem 18. Lebensjahr Fernschach und erlangte darin 1995 den Titel eines Großmeisters. Fünfmal errang er, gemeinsam mit seinen Teamkollegen, bei den Mannschaftsweltmeisterschaften, die im Fernschach als Olympiaden bezeichnet werden, die Goldmedaille. Dies waren:
- die 12. Olympiade (1998–2004)[2],
- die 14. Olympiade (2002–2006)[3],
- die 17. Olympiade (2006–2011)[4],
- die 20. Olympiade (2026–2019)[5] und
- die 21. Olympiade (2020–2023)[6].

Des Weiteren gewann er 2015 gemeinsam mit David van der Hoeven das Witold Bielecki-Memorial der Top-Players.
Vom 1. Januar 2017 bis zum 6. Januar 2019 war Busemann Präsident des Deutschen Fernschachbundes e. V. (BdF). Seit dem 12. Dezember 2022 ist er der Geschäftsführer des Vereins.

## Funktionärstätigkeit
Von seinem zum 1. Januar 2017 angetretenen Amt des Präsidenten des Deutschen Fernschachbundes e. V. trat er vorzeitig am 6. Januar 2019 zurück. Gründe für diese Entscheidung wurden nicht bekannt. Vor allem Aufgaben der Repräsentation nahm er kommissarisch befristet weiter wahr. In den Übrigen wurde er vom Geschäftsführer Uwe Bekemann vertreten.

## Publikationen (Auswahl)
- Generierung natürlicher Sprache mit Generalisierten Phrasenstruktur-Grammatiken, IFB Vol. 313, Springer, Berlin, 1992.
- Fritz Baumbach; Stephan Busemann: Fernschachdramen. Chaturanga, Neunkirchen 2014. ISBN 978-3-944158-05-1